# Musée du textile et de la mode de Cholet
Le musée du textile et de la mode de Cholet est un établissement culturel de la ville de Cholet en Maine-et-Loire. Labellisé « Musée de France », il retrace l'histoire de l'industrie textile et de ses techniques. C'est une mémoire d'un territoire marqué par la présence de l'activité textile.
Le mouchoir rouge de Cholet est tissé dans l'atelier du musée. On y trouve aussi un centre de documentation.

## Historique
Le Choletais était l'une des principales régions françaises de production de textile. Dans les années 1970, l'activité textile est touchée par la crise industrielle. Au début des années 1980, une association voit le jour, notamment pour sauver les bâtiments d'une ancienne blanchisserie et y obtenir la création d'un musée municipal. Elle procède aussi à une collecte des témoignages oraux et matériels sur l'industrie textile choletaise.
Le musée du textile est créé et s'installe dans l'ancienne blanchisserie de la rivière Sauvageau. Il est inauguré en 1995. Les locaux, ancienne blanchisserie datant de 1881,, sont le témoignage de l'architecture industrielle du XIXe siècle à Cholet.
En 2002, l'établissement obtient le label musée de France,. Le musée affiche 11 176 visiteurs en 2003, 11 783 en 2005, 12 247 en 2007, 14 983 en 2009 et 21 580 en 2011.
En 2015, année de ses vingt ans d'existence, le musée change de nom pour devenir le musée du textile et de la mode et rénove son parcours.

## Expositions permanentes
Le musée est une mémoire des activités industrielles du Choletais, marqué par la présence d'une activité textile ancienne. Il présente les étapes de transformation du chanvre, du lin et du coton, de la fabrication du fil, du tissu, du tissage et du blanchiment,. Une partie historique retrace l'histoire du textile choletais et les conditions de travail au XIXe siècle,. Le Choletais a une longue tradition dans le tissage remontant au XIe siècle. Au début du XIXe siècle le tissage occupe 5 000 tisserands, 10 000 dévideuses et 20 000 fileuses. Au cours du XXe siècle les activités de tissage disparaissent.
Le musée contribue à la restauration et la conservation des machines utilisées pour le tissage. Un atelier permet des démonstrations et de produire le mouchoir rouge de Cholet.
On y trouve aussi un jardin de plantes textiles et de plantes tinctoriales. En période de floraison, il permet de découvrir la fabrication des fibres et de la teinture.

## Mouchoir de Cholet

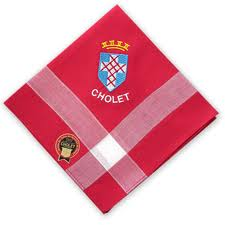
Le mouchoir rouge de Cholet.

Même si ça n'est pas la plus importante, la production de mouchoirs par l'industrie choletaise en est un produit phare ; Cholet en devenant la capitale. Au début des années 2000, le choletais représente 65 % de la production nationale. L'un d'entre eux, le mouchoir rouge, est créé au début du XXe siècle, en référence à une chanson de Théodore Botrel, qui y relate un fait d'armes d'Henri de La Rochejaquelein en 1793 à Fontenay-le-Comte,. Peu après, Léon Maret, un industriel de Cholet, en lance la fabrication aux couleurs rouge et blanc ; rouge pour le sang des combattants vendéens et blanc pour la couleur de leur ralliement.
À la suite de l'essor de la mécanisation, l'entreprise Turpault est à l'aube du XXIe siècle la dernière fabrique industrielle de mouchoirs à Cholet,. En 2003, les établissements Alexandre Turpault, derniers fabricants des mouchoirs rouges et blancs, en cessent sa production. Emblématique mouchoir de Cholet, le musée en reprend sa fabrication,, sous la marque Toile de Cholet. Sa commercialisation est assurée par l'association des amis du musée du textile choletais qui en vend environ 1 500 exemplaires par an en 2015, et 20 000 mouchoirs par an sur la période 2015-2016[réf. nécessaire].
Le club Cholet Basket en a adopté ses couleurs dès sa création en 1975.

## Expositions temporaires
Le musée reçoit des expositions temporaires, notamment autour des arts textiles contemporains, de la mode enfantine et du patrimoine textile,. Il participe également aux Journées du patrimoine.
En septembre 2015, le groupement de professionnels Grand Ouest de la mode y organise une exposition sur les métiers de la mode.

## Fréquentation
Fréquentation du Musée du textile et de la mode de Cholet.
| Année | Entrées gratuites | Entrées payantes | Total  |
| ----- | ----------------- | ---------------- | ------ |
| 2001  | 5 963             | 5 192            | 11 155 |
| 2002  | 5 368             | 5 008            | 10 376 |
| 2003  | 5 455             | 5 721            | 11 176 |
| 2004  | 7 312             | 5 980            | 13 292 |
| 2005  | 6 860             | 4 923            | 11 783 |
| 2006  | 5 404             | 4 793            | 10 197 |
| 2007  | 6 580             | 5 667            | 12 247 |
| 2008  | 9 047             | 5 503            | 14 550 |
| 2009  | 9 047             | 5 440            | 14 487 |
| 2010  | 6 464             | 6 252            | 12 716 |
| 2011  | 9 141             | 6 832            | 15 973 |
| 2012  | 7 012             | 6 567            | 13 579 |
| 2013  | 6 563             | 5 801            | 12 364 |
| 2014  | 6 368             | 5 048            | 11 416 |
| 2015  | 7 711             | 5 020            | 12 731 |
| 2016  | 6 356             | 5 180            | 11 536 |
| 2017  | 7 827             | 4 840            | 12 667 |
| 2018  | 5 406             | 8 373            | 13 779 |
| 2019  | 5 536             | 9 850            | 15 386 |

## Ressources documentaires
Le site du musée comprend un centre de documentation consacré aux techniques textiles, au patrimoine textile local, au patrimoine industriel, aux arts textiles contemporains et à la mode. Il contient des fonds d’archives, des fonds audiovisuels et sonores, des fonds iconographiques, des fonds imprimés et des objets, dont une collection d'une centaine de mouchoirs.

## Administration et partenariats
Le musée appartient à la ville de Cholet, secondée par l'association des Amis du musée du textile choletais (AAMTC). L'association participe à l'animation du musée et constitue plusieurs fonds d’archives. Dominique Zarini est chargée des collections du musée,.
Le musée compte plusieurs autres partenaires dont le Pôle Mode Ouest.

## Galerie

Vues extérieures
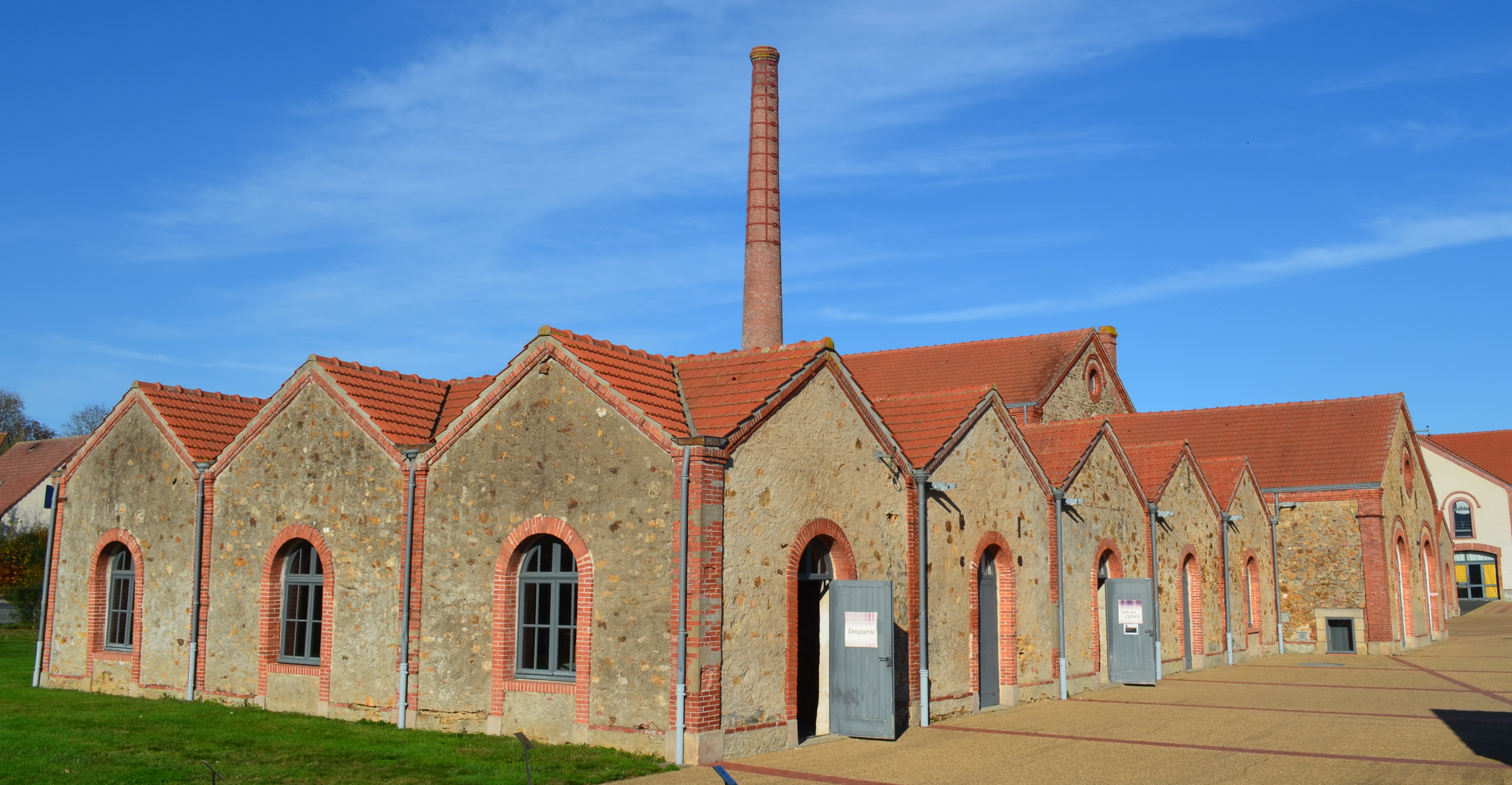
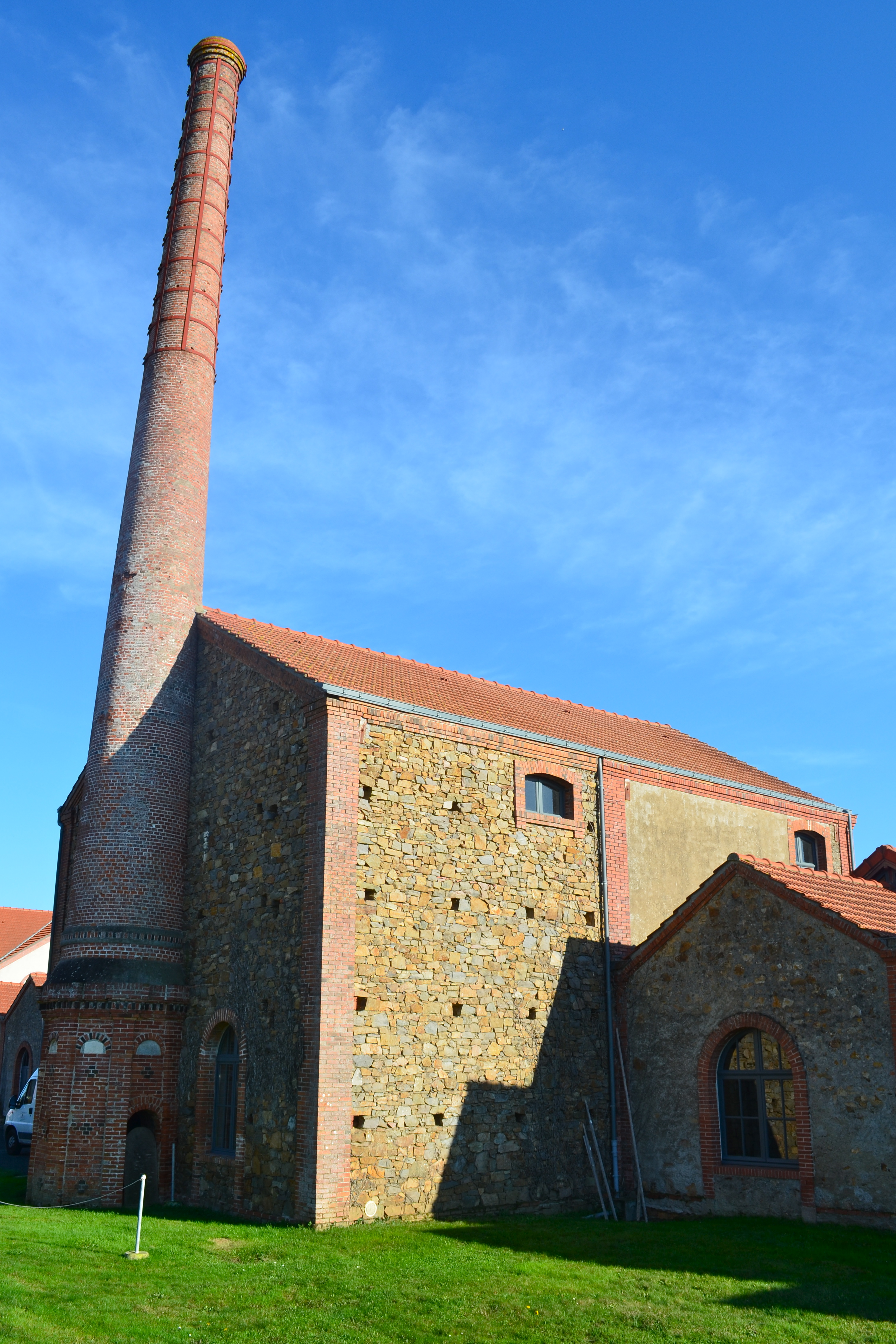
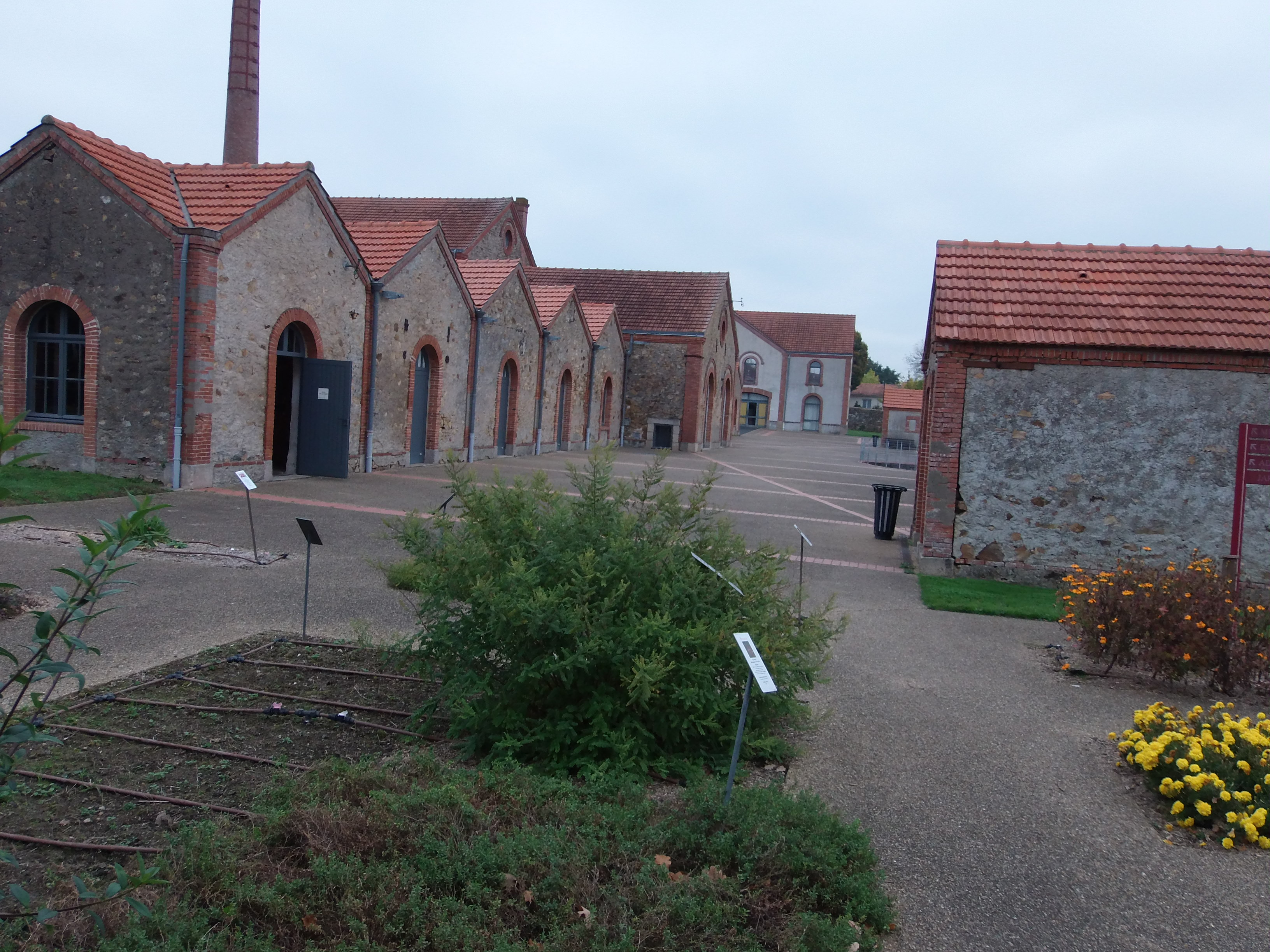
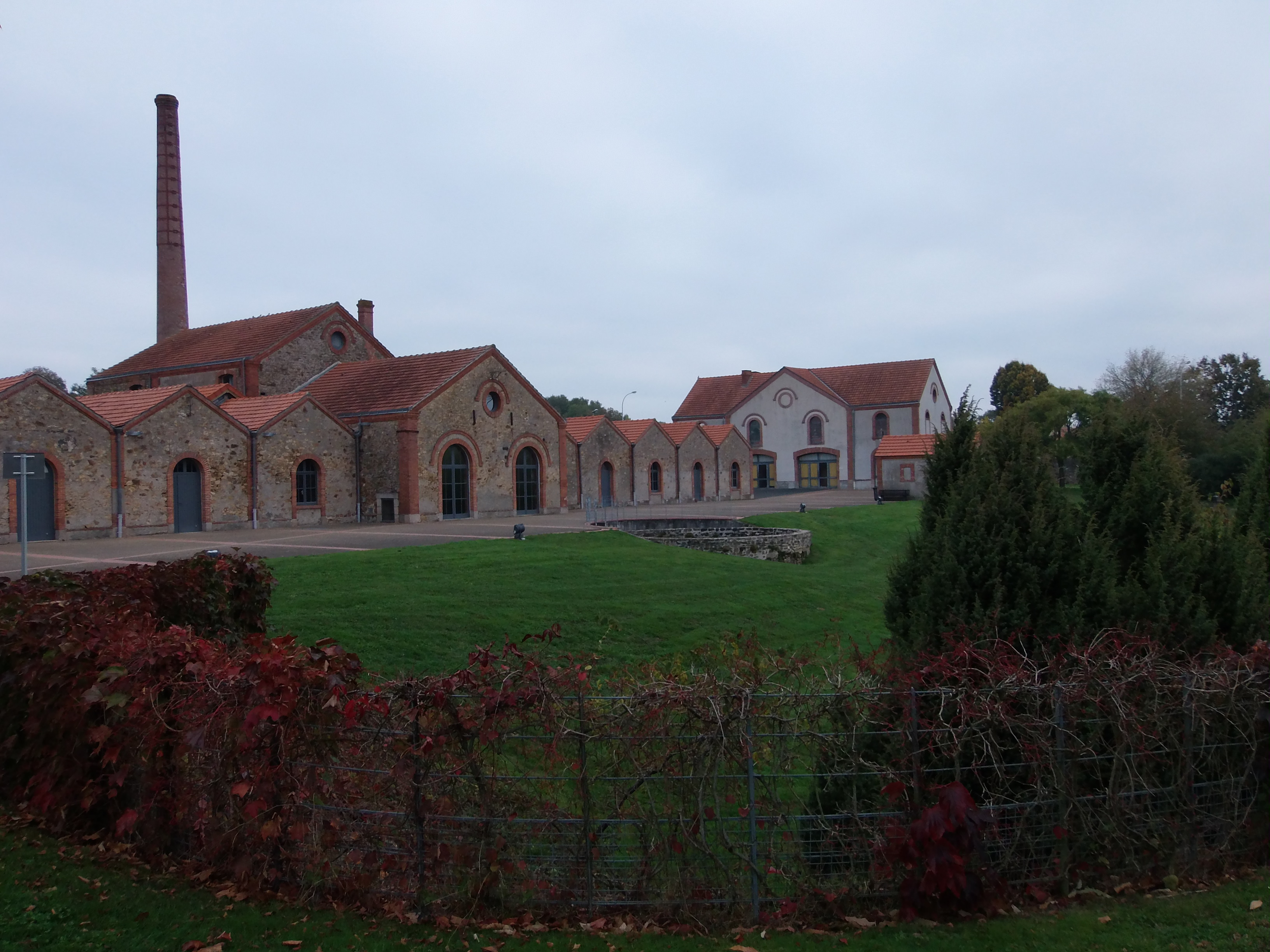

Vues intérieures
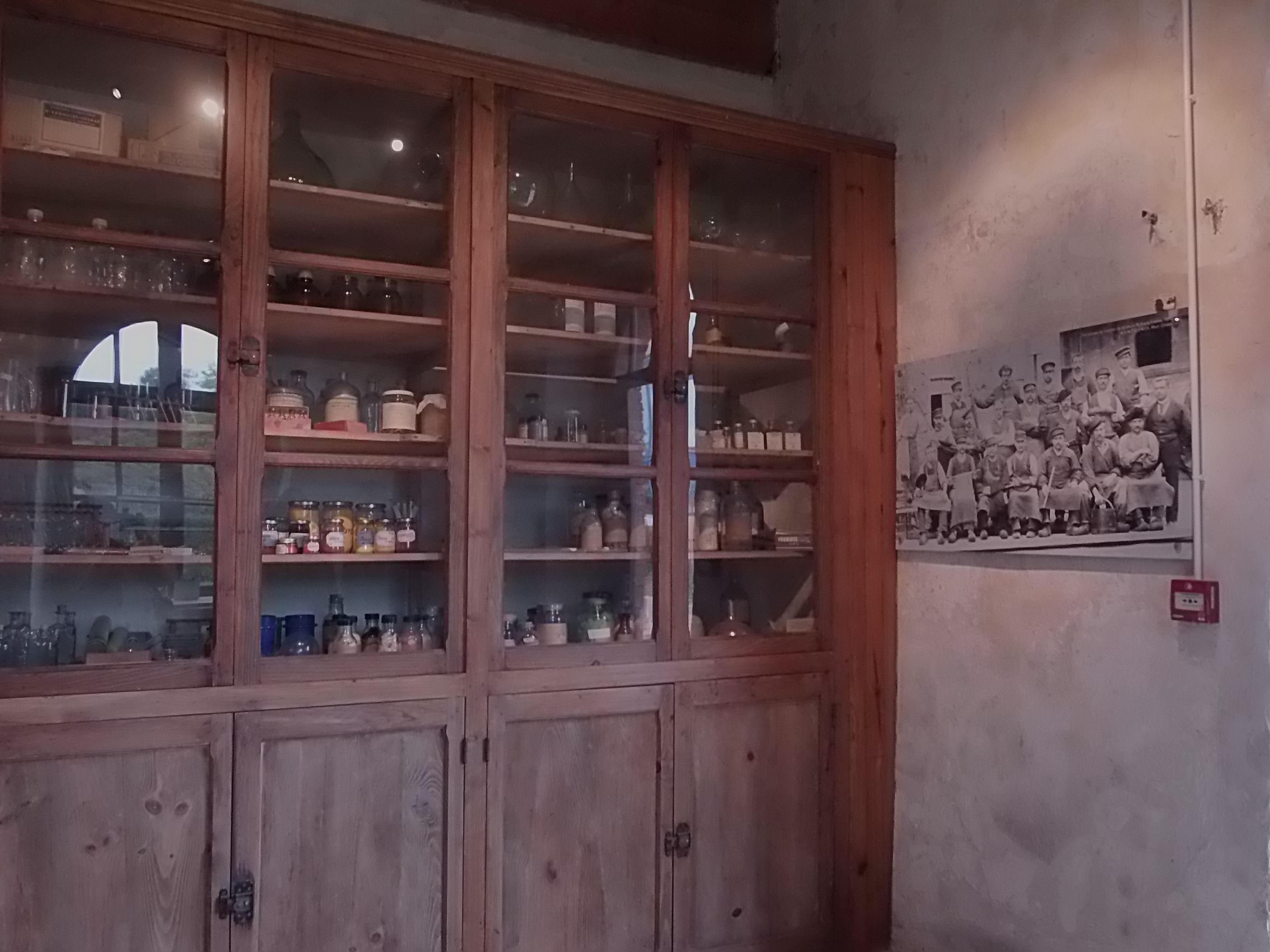
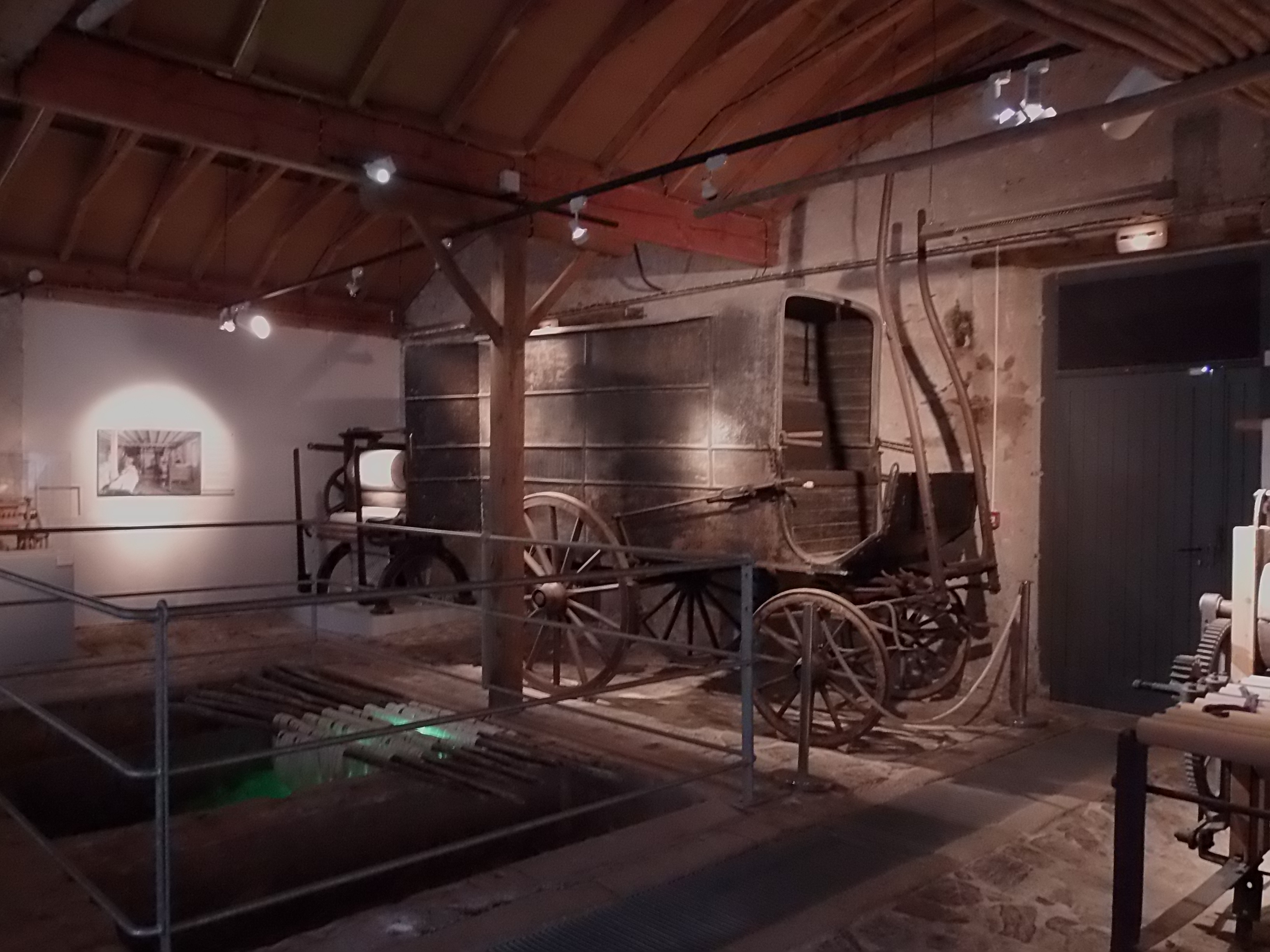
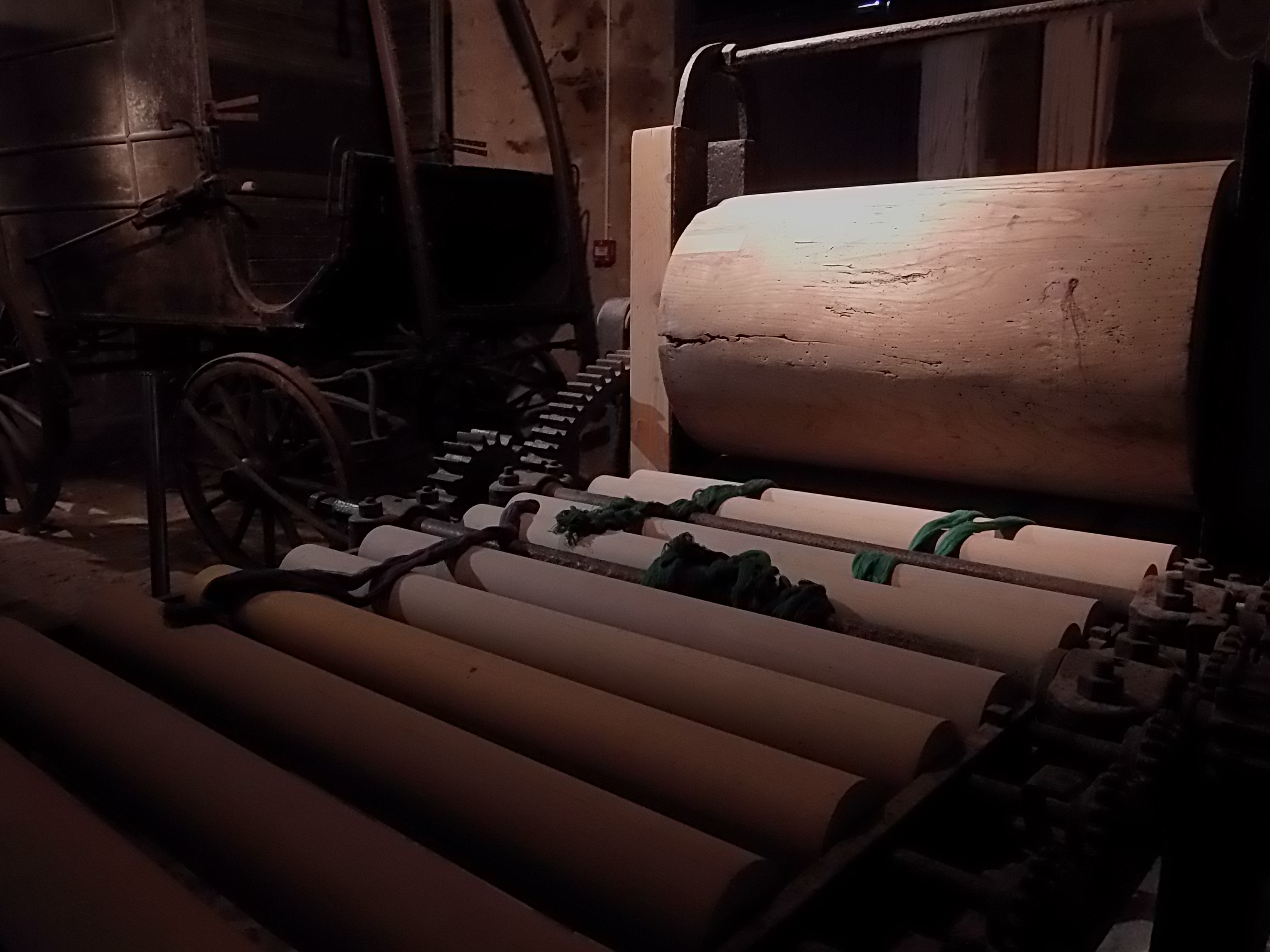